# Triumph TR5 Trophy
La TR5 Trophy  è un modello storico di motocicletta attualmente non più in produzione della casa motociclistica inglese Triumph Motorcycles.

## Descrizione
Basata sulla Speed Twin, la TR5 era progettata per l'uso fuoristrada con uno scarico ad alto livello due in uno e una buona maneggevolezza su strade pubbliche.
Il nome "Trophy" deriva dalle tre "speciali" che Triumph realizzò per la Sei Giorni Internazionale di Enduro nel 1948, nella quale vinse tre medaglie d'oro e il trofeo della categoria produttori. Partecipò alle corse nella Classe C dell'American Motorcyclist Association (AMA) fino al 1969 coi modelli da esportazione per l'America che montavano componenti (come il coperchio del carter a protezione dalla sabbia) della Tiger 100 per renderla atta alle competizioni nel deserto. I primi 150 esemplari della TR5 Trophy originali del 1949 montavano il motore del generatore leggero, compatto ed efficiente che Triumph aveva derivato dalla Speed Twin del 1938, alleggerito con cilindri e teste cilindri in alluminio per fornirlo al Dipartimento della Guerra nella seconda guerra mondiale e montato sui quadrimotori Lancaster per alimentare gl'impianti di bordo ed anche paracadutato al fronte. Il soprannome di  "barile quadrato" deriva dalla forma squadrata della testata, contenuta nel convogliatore d'aria forzata da ventola di raffreddamento del generatore.
Dal 1951 il motore da 498 cc fu aggiornato con nuovi cilindri e teste in lega con alettatura più fine e un profilo arrotondato, condiviso con il modello Tiger 100. Nel 1959 il modello fu sostituito da una nuova gamma di bicilindrici.

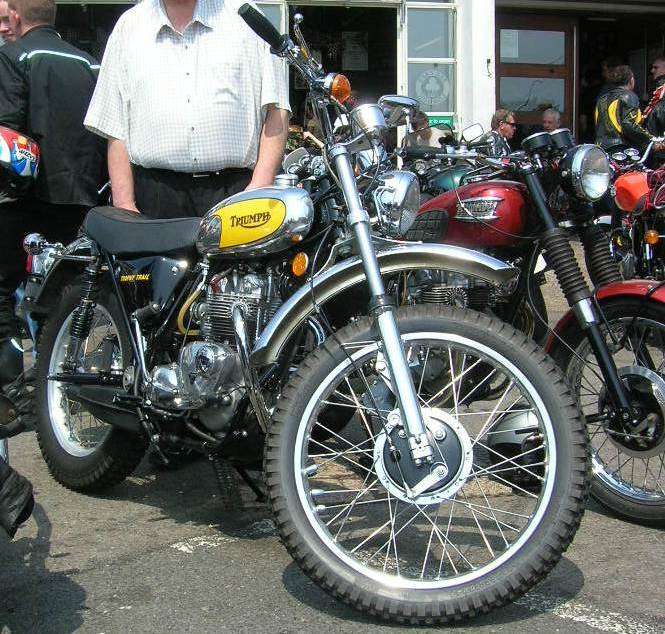
La Triumph TR5T Trophy Trail costruita dal 1973 al 1974, conosciuta anche come Adventurer.

## Nella cultura di massa
Ispirato dalla Triumph Thunderbird 6T guidata da Marlon Brando ne Il selvaggio, James Dean acquistò una Triumph TR5 Trophy, ora conservata nel  James Dean Gallery a Fairmount.
Inoltre Fonzie, personaggio interpretato Henry Winkler nella popolare  sit-com Happy Days, guida un modello modificato della TR5 del 1949, di proprietà dello stuntman Bud Ekins, il quale rimosse il parafango anteriore, verniciò il serbatoio del carburante e cambiò il manubrio. In seguito il modello è stata messa all'asta nell'ottobre 2011.